# HMS Byron (K508)
HMS Byron (K508) là một tàu frigate lớp Captain của Hải quân Hoàng gia Anh hoạt động trong Chiến tranh Thế giới thứ hai. Nó nguyên được Hoa Kỳ chế tạo như chiếc DE-79 (chưa đặt tên), một tàu hộ tống khu trục lớp Buckley, và chuyển giao cho Anh Quốc theo Chương trình Cho thuê-Cho mượn (Lend-Lease). Tên nó được đặt theo Phó đô đốc John Byron (1723-1786), người đã từng tham gia các cuộc Chiến tranh Bảy Năm và  Chiến tranh Độc lập Hoa Kỳ. Nó đã phục vụ cho đến khi chiến tranh kết thúc tại Châu Âu, hoàn trả cho Hoa Kỳ năm 1945, và cuối cùng bị bán để tháo dỡ vào năm 1947.

## Thiết kế và chế tạo
Buckley là một trong số sáu lớp tàu hộ tống khu trục được Hải quân Hoa Kỳ chế tạo nhằm đáp ứng nhu cầu hộ tống vận tải trong Thế Chiến II, sau khi Hoa Kỳ chính thức tham chiến vào cuối năm 1941. Chúng hầu như tương tự nhau, chỉ với những khác biệt về hệ thống động lực và vũ khí trang bị. Động cơ của phân lớp Backley bao gồm hai turbine hơi nước General Electric để dẫn động hai máy phát điện vận hành hai trục chân vịt, và dàn vũ khí chính bao gồm 3 khẩu pháo pháo 3 in (76 mm)/50 cal.
Những chiếc phân lớp Buckley (TE) có chiều dài ở mực nước 300 ft (91 m) và chiều dài chung 306 ft (93 m); mạn tàu rộng 37 ft 1 in (11,30 m) và độ sâu mớn nước khi đầy tải là 11 ft 3 in (3,43 m). Chúng có trọng lượng choán nước tiêu chuẩn 1.430 tấn Anh (1.450 t); và lên đến 1.823 tấn Anh (1.852 t) khi đầy tải. Hệ thống động lực bao gồm hai nồi hơi và hai turbine hơi nước General Electric công suất 13.500 mã lực (10.100 kW), dẫn động hai máy phát điện công suất 9.200 kilôwatt (12.300 hp) để vận hành hai trục chân vịt;  công suất 12.000 hp (8.900 kW) cho phép đạt được tốc độ tối đa 23 kn (26 mph; 43 km/h). Con tàu mang theo 359 tấn Anh (365 t) dầu đốt, cho phép di chuyển đến 6.000 nmi (6.900 mi; 11.000 km) ở vận tốc đường trường 12 kn (14 mph; 22 km/h).
Vũ khí trang bị bao gồm pháo 3 in (76 mm)/50 cal trên ba tháp pháo nòng đơn đa dụng (có thể đối hạm hoặc phòng không), gồm hai khẩu phía mũi và một khẩu phía đuôi. Vũ khí phòng không tầm gần bao gồm hai pháo Bofors 40 mm và tám pháo phòng không Oerlikon 20 mm. Con tàu có ba ống phóng ngư lôi Mark 15 21 inch (533 mm). Vũ khí chống ngầm bao gồm một dàn súng cối chống tàu ngầm Hedgehog Mk. 10 (có 24 nòng và mang theo 144 quả đạn); hai đường ray Mk. 9 và bốn máy phóng K3 Mk. 6 để thả mìn sâu. Thủy thủ đoàn đầy đủ bao gồm 200 sĩ quan và thủy thủ.
Byron được đặt lườn như là chiếc DE-79 tại xưởng tàu của hãng Bethlehem-Hingham Steel Shipyard ở Hingham, Massachusetts vào ngày 24 tháng 5, 1943 và được hạ thủy vào ngày 14 tháng 8, 1943. Con tàu được chuyển giao cho Anh Quốc vào ngày 25 tháng 10, 1943, và nhập biên chế cùng Hải quân Anh như là chiếc HMS Byron (K508) vào ngày 30 tháng 10, 1943  dưới quyền chỉ huy của Hạm trưởng, Thiếu tá Hải quân Kenneth George Lisle Southcombe.

## Lịch sử hoạt động
Byron đã hoạt động cùng Đội hộ tống 21 trong suốt cuộc chiến tranh khi tham gia hộ tống các Đoàn tàu vận tải Bắc Cực và đoàn tàu vượt Đại Tây Dương, cũng như các hoạt động tại eo biển Manche và Bắc Hải.
Vào ngày 27 tháng 3, 1945, Byron đã hoạt động phối hợp với các tàu frigate Fitzroy (K553) và Redmill (K554) để tấn công bằng mìn sâu và đánh chìm tàu ngầm U-boat Đức U-722 ngoài khơi Hebrides, Scotland, ở tọa độ 57°09′B 06°55′T / 57,15°B 6,917°T. Toàn bộ 44 thành viên thủy thủ đoàn của U-722 đều tử trận.
Sau đó vào ngày 8 tháng 4, Byron tiếp tục phối hợp với Fitzroy tấn công bằng mìn sâu và đánh chìm tàu ngầm Đức U-1001 ngoài khơi Land's End, Cornwall, Anh, ở tọa độ 49°19′B 10°23′T / 49,317°B 10,383°T. Toàn bộ 46 thành viên thủy thủ đoàn của U-1001 đều tử trận.
Sau khi chiến tranh chấm dứt tại châu Âu, Byron quay trở về Hoa Kỳ vào ngày 24 tháng 11, 1945, và được chính thức hoàn trả cho Hoa Kỳ nhằm giảm bớt chi phí mà Anh phải trả cho Hoa Kỳ trong Chương trình Cho thuê-Cho mượn (Lend-Lease). Do dư thừa so với nhu cầu về tàu chiến sau khi chiến tranh đã chấm dứt, nó được rút tên khỏi danh sách Đăng bạ Hải quân Hoa Kỳ vào ngày 3 tháng 1, 1946. Con tàu bị bán để tháo dỡ vào ngày 25 tháng 10, 1947.